# Kampec Dolores
A Kampec Dolores egy magyar együttes, amely folkot és világzenét játszik. 

## Története
Az együttes 1984-ben alakult. 

## Tagjai
- Kenderesi Gabi
- Hajnóczy Csaba
- Udvardi Márton
- Németh Csaba
- Vajdovich Árpád

## Korábbi tagjai
- Szini Ildikó
- Unoka Zsolt
- Muraközy Péter
- Ágoston Béla
- Hárságyi Péter
- Halmos András
- Dózsa György
- Grencsó István
- Ölveczky Tamás

## Kislemezei
- Kampec Dolores (1988)
- Levitáció (1991)
- Tű fokán (1993)
- Zúgó (1996)
- A bivaly hátán (2000)
- Koncert! (2003)
- Földanya, Égapa (2006)
- Evaliyé (2011)
- Tema Principale (2013)

## Forrás
- rockbook.hu Jávorszky Béla Szilárd: A Magyar Rock Története